# Герміона Ґінгольд
Герміона Фердинанда Ґінгольд (англ. Hermione Gingold) (9 грудня 1897 , Лондон  — 24 травня 1987 , Нью-Йорк, Нью-Йорк );) — англійська акторка, співачка та сценаристка. Її характерний протяжний, глибокий тембр голосу був результатом вузликів на голосових зв'язках, які у неї виникли в 1920-х і на початку 1930-х років.
Після успішної кар'єри дитини-акторки, у дорослому віці утвердилася на сцені, граючи в комедії, драмі та експериментальному театрі, а також виступаючи у трансляціях на радіо. Була відомою грою в ревю з 1930-х до 1950-х, кілька разів знявшись разом з англійською акторкою Герміоною Бедділі. Пізніше зіграла грізних літніх персонажок у таких фільмах і мюзиклах, як «Жіжі» (1958), «Дзвін, книга і свічка» (1958), «Людина-музикант» (1962) та «Маленька нічна музика» (1973).
З початку 1950-х років Ґінгольд жила та робила кар'єру переважно в США. Її американська сценічна творчість варіювалася від «Альманаху» Джона Мюррея Андерсона (1953) до «Ой, тато, бідний тато», «Мама повісила тебе в шафі» та «Мені так сумно» (1963), останнє шоу з яких вона також грала в Лондоні. Стала добре відомою як гостя телевізійних ток-шоу. Знову з'являлася в ревю і гастролювала, граючи в п'єсах і мюзиклах, поки нещасний випадок не обірвав її виконавську кар'єру в 1977 році.

## Життєпис

### Ранні роки
Герміона Фердинанда Ґінгольд народилася 1897 року в Карлтон-Гілл, Майда-Вейл у Лондоні, у родині процвітаючого австрійського біржового маклера-єврея та його дружини Кейт Френсіс (до шлюбу Волтер). Її дідом і бабусею по батьковій лінії були британський підданий османського походження Моріц «Морис» Ґінголд, лондонський біржовий маклер, і його дружина австрійського походження Герміна, на честь якої назвали саму Герміону (Ґінгольд згадує у своїй автобіографії, що її мати могла отримати ім'я з п'єси Шекспіра «Зимова казка», яку вона читала незадовго до свого народження). По батьковій лінії її пращуром був Соломон Зульцер, кантор синагоги та єврейський літургійний композитор у Відні. Джеймс вважав, що релігія — це те, що діти повинні вирішувати самостійно, тому Ґінголд зростала без особливих релігійних переконань.
Професійний дебют Ґінгольд відбувся в 1908 році, коли їй щойно виповнилося 11 років. Вона зіграла Герольду в постановці Герберта Бірбома Трі «Пінкі та феї» В. Грема Робертсона, в акторському складі якого були Еллен Террі, Фредеріка Вольпе, Марі Лор та Віола Трі. Її підвищили до головної ролі Пінкі під час провінційного туру. Трі запропонував їй роль пажа Фальстафа, Робін, у «Віндзорських насмішницях». Вона відвідувала сценічну школу Розіни Філіппі в Лондоні. У 1911 році вона зіграла в оригінальній постановці "Де закінчується веселка", яка отримала досить схвальні відгуки 21 грудня 1911 року.
10 грудня 1912 року, наступного дня після свого 15-річчя, Ґінгольд зіграла Кассандру в постановці Вільяма Пола «Троїл і Крессіда» у Королівському залі, Ковент-гарден, з Есме Персі в ролі Троїла та Едіт Еванс у ролі Крессіди. Наступного року вона з'явилася в музичній постановці «Шлюбний ринок» у невеликій ролі в акторському складі, до якого входили Том Воллз, У. Х. Беррі та Герті Міллар. У 1914 році вона зіграла Джесіку у шоу «Венеційський купець» в «Олд-Віку». У 1918 році Ґінгольд одружилася з видавцем Майклом Джозефом, з якимнародила двох синів, молодший з яких, Стівен, став піонером театру на турі в Британії.

### 1920—1948 роки
Сценічна кар'єра Ґінгольд в дорослому віці розвивалася повільно. Вона зіграла Лізу в «If at the Ambassador's» у травні 1921 року та Стару жінку у фарсовій комедії Бена Треверса «The Dippers», поставленої сером Чарльзом Готрі в «Крітеріон» у серпні 1922 року.
У 1926 році Герміона Ґінгольд розлучилася з Джозефом. Пізніше того ж року вона пошлюбила письменника і лірика Еріка Машвіца, з яким розлучилася в 1945 році. Наприкінці 1920-х і на початку 1930-х вона пережила вокальну кризу: досі вона описувала себе як «шекспірівка та сопрано», але вузлики на її голосових зв'язках спричинили до різкого падіння висоти, про що вона прокоментувала: «Одного ранку це були Моцарт, а наступного - «Old Man River». Критик Джей Сі Тревін описав її голос як «порошкове скло в густому сиропі». У цей період вона часто вела трансляції для BBC і утвердилася в експериментальному театральному клубі «The Gate Theatre Studio» в Лондоні, спочатку як серйозна акторка, а пізніше в жанрі, яким вона прославилася, ревю. За даними Таймс, це було в «Spread It Abroad» (1936) ревю в іншому театрі, «Савіллі», з матеріалом Герберта Фарджона, що вона справді знайшла своє покликання.
Протягом 10 років, починаючи з 1938, Ґінгольд зосередилася на ревю, з'явившись у 9 постановках у Вест-Енді. Першими чотирма були The Gate Revue (перенесено з Gate to the Ambassadors, 1939), Swinging the Gate (1940), Rise Above It (1941) та Sky High (1942). Протягом цього періоду вона та Герміона Бадділі створили сценічний тандем, який The Times назвало «жвавим стійким імітаційним суперництвом». У червні 1943 року вона відкрилася в ревю на Ambassadors, Sweet and Low, яке постійно переглядалося та оновлювалося протягом майже шести років, спочатку як Sweeter and Lower, а потім Sweeter and Lowest. У своїх етюдах вона, як згадував сценарист серіалів Алан Мелвілл, намагалася зображати «гротескних і зазвичай нещасних дам сумнівного віку, а іноді й позбавлених моралі; нещасну жінку, написану Пікассо, яка мала зайву кінцівку або дві … ще менш щасливу жінку, яка після багатьох років гри на віолончелі в оркестрах Палм-Корт врешті стала неймовірно кривоногою». У біографічному нарисі Нед Шеррін зазначив: «Ґінгольд стала особливою привабливістю для американських солдатів, а «Дякую, янки» був одним з її найбільш відповідних номерів. Під час демонстрації популярного шоу «Солодкий» вона зіграла 1676 вистав перед 800 000 глядачами, використавши 17 010 змін в костюмах».

### Повоєнний період

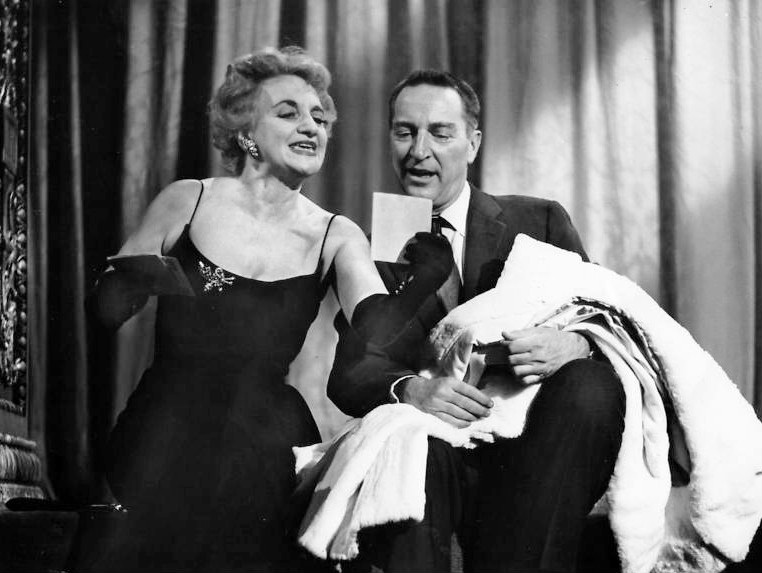
Ґінгольд як гостя в програмі «У мене є секрет» з ведучим Гаррі Муром

Першим новим ревю Герміони Ґінгольд після війни було "Пращі та стріли в комедії" у 1948 році. Її хвалили, але матеріал було визнано гіршим за матеріал її попередніх шоу. Вона з'являлася в епізодичних ролях у британських фільмах, серед яких Шеррін виділяє «Піквікські документи» (1952), в якому вона зіграла грізну шкільну вчительку, міс Томпкінс. Ґінгольд стала добре відомою радіоаудиторії BBC у «Щоденнику місіс Дум» у щотижневому шоу «Вдома о восьмій». Це була пародія на радіо-мильну оперу «Щоденник місіс Дейл» у стилі родини Аддамс з Ґінґольд у ролі Друзілли Дум та Альфредом Марксом у ролі її чоловіка.
У листопаді 1949 року Ґінгольд та Бадділі знялися в подвійному фільмі Ноеля Коварда, представивши «Дубовий дим» та «Занепалі ангели». Рецензії були негативними, і Ковард вважав вистави грубими та надто перебільшеними, але постановка мала касовий успіх, і тривала до серпня наступного року.

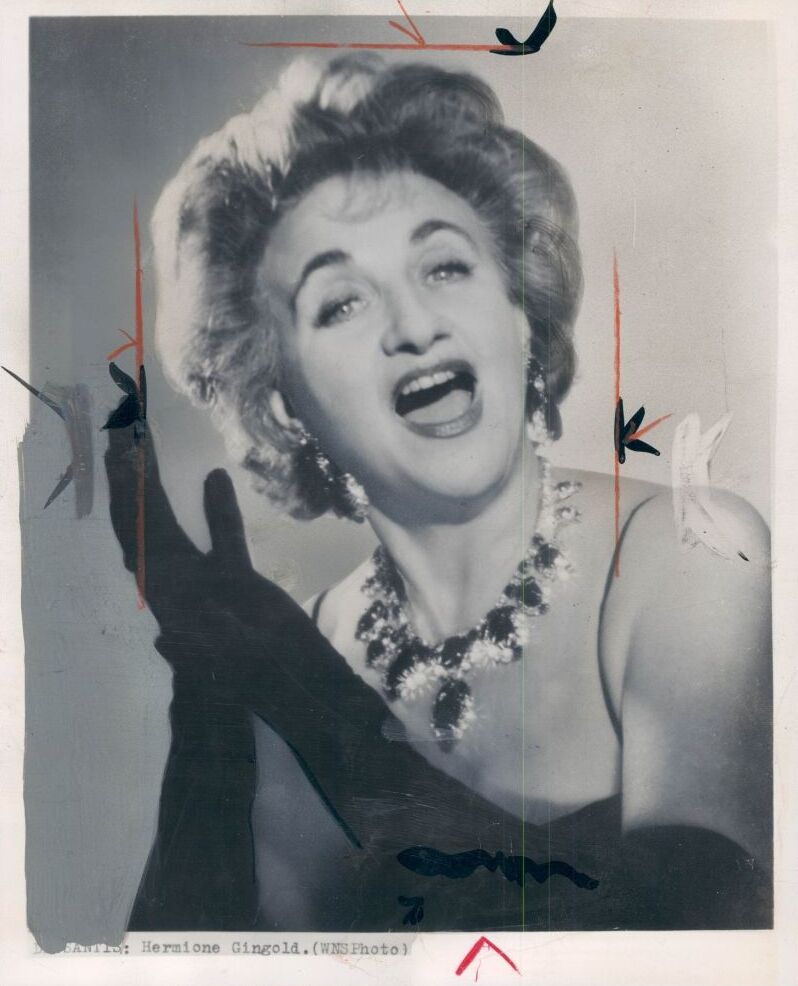
Ґінгольд у 1950-х роках

З 1951 по 1969 рік Ґінгольд працювала переважно в США. Її перша поява відбулася в театрі Браттла в Кембриджі, штат Массачусетс, у ревю «Настав час», яке включало деякі з її лондонських матеріалів. У грудні 1953 року вона виступила в альманасі Джона Мюррея Андерсона, що принесло їй миттєвим успіх на Бродвеї та за який вона отримала премію Дональдсона в 1954 році. Також вона стала постійною гостею ток-шоу. У 1951 році Герміона назвала своїм хобі: «Оздоблення інтер'єру» та «колекціонування фарфору».
Ґінгольд продовжувала зніматися у фільмах. У 1956 році вона втілила лондонську «спортивну леді» у фільмі "Навколо світу за 80 днів" і отримала премію «Золотий глобус» за найкращу жіночу роль другого плану за роль у фільмі 1958 року «Жіжі». Тут вона заграла мадам Альварес, люблячу бабусю Жіжі. У фільмі вона заспівала «I Remember It Well» з Морісом Шевальє. Вона сказала: «Це був мій перший американський фільм, і я дуже нервувала». Шевальє заспокоїв її. «Мені довелося співати, і в мене не було чудового голосу, але з ним я відчувала себе найбільшою примадонною у світі». Після цього Ґінгольд знялася ще в одному хітовому фільмі «Дзвін, книга і свічка», також 1958 року, в якому зіграла місіс Б'янку Де Пас. Пізніше вона зіграла гордовиту дружину Юлалі Макекні Шін мера Рівер-Сіті Джорджа Шіна, якого зіграв характерний актор Пол Форд, у фільмі «Людина-музикант» (1962) з Робертом Престоном та Ширлі Джонс у головних ролях.
У жовтні 1963 року Ґінгольд розкрилася в серіалі Артур Копіт «Ой, тато, бідний тато, мама повісила тебе в шафі» та «Мені так сумно», зігравши жахливо владну матір, яка зводить свого сина з розуму. Також вона зіграла роль у лондонській постановці 1965 року. Рецензуючи останню і відзначаючи, що перший вечір наприкінці був зустрінутий вітаннями, критик Філіп Гоуп-Воллес написав:
Звичайно, це знаменує собою повернення Герміони Ґінгольд, що було б достатнім приводом для вітань. Яскрава, як завжди, оглушливо голосна, хвастаючи, як пародія на кожну королеву трагедій, чоловічу чи жіночу, від початку, вона була у чудовій формі, її губи розтяглися у посмішці, а її голос розгортався через цілих дві октави усмішки.

### Останні роки

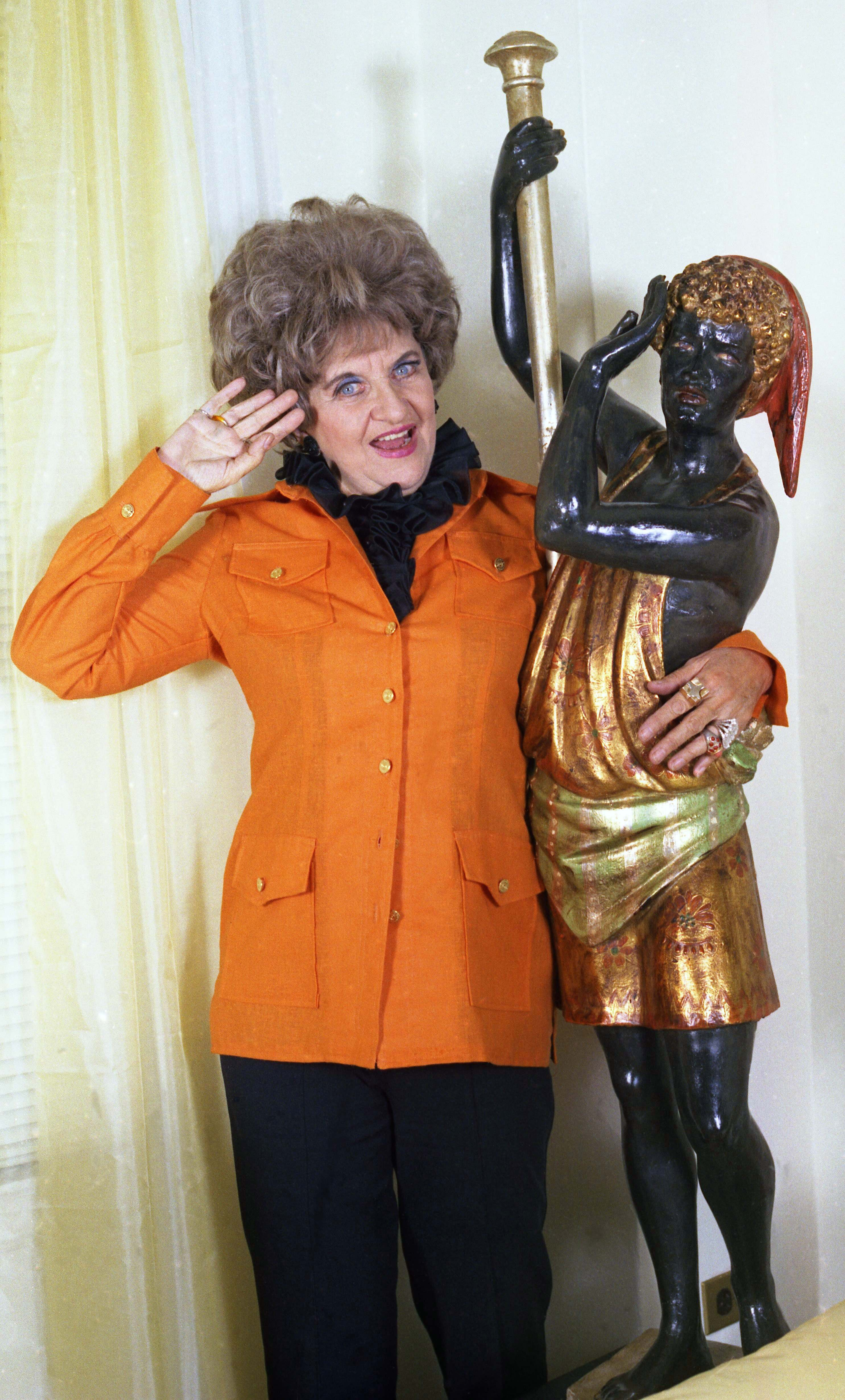
Ґінгольд в 1973 році

У 1972 році Герміона Ґінгольд була серед гостей у музичному телевізійному мюзиклі Девіда Вінтерса «Спеціальний лондонський міст» з Томом Джонсом та Дженніфер О'Ніл у головних ролях.
Ґінгольд стала учасницею оригінального бродвейського акторського складу 1973 року «Маленька нічна музика» Стівена Сондхайма у ролі літньої мадам Армфельдт, колишньої куртизанки. Клайв Барнс писав про її виступ: «Герміона Ґінголд — безмірно грандіозна дама як майже прустівська господиня (я не любив її так сильно відтоді, як вона співала про оргії Борджіа 30 років тому)». Коли постановка була перенесена до Лондона в 1975 році, Ґінгольд повторила цю роль, а пізніше зіграла її у кіноверсії мюзиклу (1977).
У 77-річному віці Ґінгольд дебютувала в опері, приєднавшись до Опери Сан-Франциско, щоб зіграти розмовну роль герцогині Крекенторп у «La fille du régiment Доніцетті» у 1975 році. У 1977 році вона взяла на себе роль оповідачки у фільмі «Пліч-о-пліч» Сондгейма на Бродвеї. Після показу в Нью-Йорку шоу здійснило тур США. У Канзас-Сіті 79-річна Ґінгольд потрапила в аварію, в результаті якої їй зламали коліно та вивихнули руку. На цьому її виконавська кар'єра завершилася. Тим не менш, вона з'явилася в 1980-х у рекламі Goya для напою Coca Goya Colada, сидячи на шезлонгу, струшуючи дві банки, як маракаси.

### Смерть
Герміона Ґінгольд померла від проблем із серцем та пневмонії в лікарні Ленокс Гілл на Мангеттені 24 травня 1987 року на 90-у році життя.

## Спадщина
Автобіографія Ґінгольд «Як ганебно постаріти» була опублікована посмертно в 1988 році. Вона була опублікована частинами: «Світ квадратний» (1946), «Моя власна робота без сторонньої допомоги» (1952) і «Сирени слід бачити, а не чути» (1963). Вона також написала п'єсу під назвою «Абракадабра» та внесла оригінальний матеріал до багатьох ревю, в яких вона виступала.
Театральна група Gingold в Нью-Йорку — це компанія, яка займається постановкою п'єс про права людини. Її заснував Девід Сталлер, великий товариш Ґінгольд протягом багатьох років, як данину їй. Вони спеціалізуються на презентації творів Бернарда Шоу і є першою групою, яка представила всі 65 п'єс цього драматурга.

## Екранні вистави

### Фільм
- Танцюй красива леді (1931)
- Громадська неприємність № 1 (1936)
- Хтось біля дверей (1936) — Ліззі Епплбі
- Merry Comes to Town (1937) — Іда Візерспун
- Знайомтесь, містер Пенні (1938) — місіс Вілсон
- Дилема дворецького (1943) — тітка Софі
- Піквікські документи (1952) — Міс Томпкінс
- Cosh Boy (1953) — Queenie
- Наша дівчина П'ятниця (1953) — Діва
- Навколо світу за 80 днів (1956) — Спортивна леді
- Жіжі (1958) — мадам Альварес
- Дзвін, книга і свічка (1958) — Б'янка де Пас
- Голий край (1961) — Ліллі Харріс
- Людина-музикант (1962) — Юлалі Маккіні Шінн
- Gay Purr-ee (1962) — голос мадам. Рубенс-Шатте
- Світ Генрі Орієнта (1964, сцени видалено)
- Я б хотів бути багатим (1964) — міс Грімшоу
- Гарві Міддлмен, пожежник (1965) — місіс Куглеман
- Сверблячка (1965) (коротка тема) — голос жінки
- Пообіцяй їй що-небудь (1966) — місіс Люс
- Мюнстер, іди додому! (1966) — Леді Еффігі Мюнстер
- «Ракета на Місяць» Жуля Верна (1967) — Анжеліка
- Зима відьми (короткометражний) (1969) — Стара відьма
- Туба Таббі (1975) — голос міс Сквік
- Маленька нічна музика (1977) — Mme. Армфельдт
- Розмови Гарбо (1984) — Елізабет Реннік

### Телесеріали
- The Tonight Show з Джеком Пааром, а потім Джонні Карсоном (часта гостя з 1958 по 1962 рік)
- Шоу Мерва Гріффіна з Мервом Гріффіном (часта гостя)
- У мене є секрет учасник дискусії (8.12.1959, 30.12.1959, 14.01.1963)
- Яка моя лінія? Mystery Challenger (19/4/1959, 8/9/1963)
- Альфред Хічкок презентує («Метод Шарца-Меттерклума» — 1960) — Міс Гоуп
- Beyond the Fringe (1967) (14 епізодів)
- Потрібен злодій (1968) («Лега про землю» — S01E15) — герцогиня Крістіна
- Зима відьми (1969) — Відьма
- Айронсайд («Перевірка і вбивство») (1970) — Ернестін Магфорд
- Любов, американський стиль (1971) — Джейн (сегмент «Любов і пограбування»)
- Баньон (1971) (пілот серіалу) — Пеггі Ревір
- Прості подарунки (1977) — оповідач (сегмент «Великий мороз») (голос)
- Емі і ангел (1982) — Пінкус
- Готель («Шаради») (1983) — Фелісіті
- Як стати ідеальною людиною всього за три дні (1983) — Міс Сендвіч

## Праці
- Gingold, Hermione (1952). My own unaided work. Laurie. ASIN B0000CI8AI.
- Gingold, Hermione (1958). The World is Square. Athene. ASIN B000Q3R1P8.
- Gingold, Hermione (1962). Sirens should be seen and not heard. Lippincott.
- Gingold, Hermione (1989). How to Grow Old Disgracefully: An Autobiography. Gollancz. ISBN 0575044772.